# Gare de Kamo (Kyōto)
La gare de Kamo (加茂駅, Kamo-eki) est une gare ferroviaire située dans la ville de Kizugawa, dans la préfecture de Kyoto au Japon. La gare est exploitée par la compagnie JR West.

## Situation ferroviaire
La gare de Kamo est située au point kilométrique (PK) 120,9 de la ligne principale Kansai. Elle marque début de la ligne Yamatoji.

## Histoire
La gare est inaugurée le 11 novembre 1897.

## Services aux voyageurs

### Accès et accueil
La gare dispose d'un bâtiment voyageurs, avec guichet, ouvert tous les jours.

### Desserte
- Ligne Yamatoji :
  - voies 1, 3 et 4 : direction Nara, Tennoji et JR Namba
- Ligne principale Kansai :
  - voies 2 et 4 : direction Iga-Ueno, Tsuge et Kameyama